# Pangée (biscuit)
Pour les articles homonymes, voir Pangée (homonymie).
Une pangée est un gâteau à base d'abricots, d'amandes et de miel.

## Origine et composition
Il s'agit d'une spécialité pâtissière du département de la Drôme, née d'une association de pâtissiers locaux et élue meilleur biscuit de France en 2004. C'est un biscuit de type pain d'épice  surmonté d'un abricot sec essentiellement composé d'amandes et de miel. La recette, l'emballage et l'étiquette ont été conçus par cette association. Sa forme ronde évoque l'ancien supercontinent unique, la « Pangée », qui occupait la surface de la planète il y a 250 millions d’années. La part manquante de ce gâteau représenterait la faille primordiale d’où est partie la grande dislocation aboutissant aux futurs cinq continents, l’abricot sec, posé en son milieu, représente, quant à lui, le département de la Drôme.

## Étymologie
La pangée doit son nom au super-continent préhistorique, dont une des premières failles serait située à proximité de La Baume-Cornillane, dans la Drôme. Ce terme a également donné son nom à un rocher de la commune.